# 梅花堂
梅花堂（ばいかどう）は、宮城県塩竈市北浜にある老舗和菓子店。創業は1918年（大正7年）。製造商品に、地元・塩竈や宮城にゆかりのある名前をつけている。それらの中でも「志ほがま（しおがま）」は特に有名で、塩竈市を代表する銘菓となっている。最近は、「ずんだロール」などの販売にも力を入れている。
本社工場の2階には「海のまち美術館」がある。
東日本大震災で市内の本社工場や店舗が被災したが、現在は本町店と桂店で営業再開している。

## 店舗
- 本社・北浜店

宮城県塩竈市北浜4-7-3
- 本町店

宮城県塩竈市本町2-5
- 桂店

宮城県仙台市泉区桂3-2-8